# Orsonville
Orsonville és un municipi francès, situat al departament d'Yvelines i a la regió de Illa de França. L'any 2007 tenia 326 habitants.
Forma part del cantó de Rambouillet, del districte de Rambouillet i de la Comunitat d'aglomeració Rambouillet Territoires.

## Demografia

### Població
El 2007 la població de fet d'Orsonville era de 326 persones. Hi havia 109 famílies, de les quals 17 eren unipersonals (13 homes vivint sols i 4 dones vivint soles), 35 parelles sense fills i 57 parelles amb fills.
La població ha evolucionat segons el següent gràfic:
Habitants censats

### Habitatges
El 2007 hi havia 133 habitatges, 114 eren l'habitatge principal de la família, 7 eren segones residències i 11 estaven desocupats. 131 eren cases i 1 era un apartament. Dels 114 habitatges principals, 95 estaven ocupats pels seus propietaris, 16 estaven llogats i ocupats pels llogaters i 3 estaven cedits a títol gratuït; 9 tenien dues cambres, 12 en tenien tres, 28 en tenien quatre i 65 en tenien cinc o més. 85 habitatges disposaven pel capbaix d'una plaça de pàrquing. A 43 habitatges hi havia un automòbil i a 64 n'hi havia dos o més.

### Piràmide de població
La piràmide de població per edats i sexe el 2009 era:
| Homes | Edats   | Dones |
| ----- | ------- | ----- |
| 0     | 95 o +  | 0     |
| 0     | 90 a 94 | 0     |
| 0     | 85 a 89 | 0     |
| 0     | 80 a 84 | 0     |
| 0     | 75 a 79 | 0     |
| 4     | 70 a 74 | 0     |
| 4     | 65 a 69 | 20    |
| 4     | 60 a 64 | 8     |
| 0     | 55 a 59 | 0     |
| 8     | 50 a 54 | 16    |
| 20    | 45 a 49 | 8     |
| 12    | 40 a 44 | 8     |
| 8     | 35 a 39 | 16    |
| 12    | 30 a 34 | 12    |
| 8     | 25 a 29 | 8     |
| 20    | 20 a 24 | 0     |
| 8     | 15 a 19 | 8     |
| 8     | 10 a 14 | 8     |
| 16    | 5 a 9   | 8     |
| 12    | 0 a 4   | 4     |

## Economia
El 2007 la població en edat de treballar era de 211 persones, 164 eren actives i 47 eren inactives. De les 164 persones actives 154 estaven ocupades (85 homes i 69 dones) i 11 estaven aturades (3 homes i 8 dones). De les 47 persones inactives 14 estaven jubilades, 14 estaven estudiant i 19 estaven classificades com a «altres inactius».

### Ingressos
El 2009 a Orsonville hi havia 115 unitats fiscals que integraven 331 persones, la mediana anual d'ingressos fiscals per persona era de 21.364 €.

### Activitats econòmiques
Dels 17 establiments que hi havia el 2007, 5 eren d'empreses de construcció, 3 d'empreses de comerç i reparació d'automòbils, 1 d'una empresa de transport, 1 d'una empresa d'informació i comunicació, 1 d'una empresa financera, 2 d'empreses immobiliàries, 3 d'empreses de serveis i 1 d'una entitat de l'administració pública.
Dels 5 establiments de servei als particulars que hi havia el 2009, 1 era un paleta, 1 guixaire pintor, 2 lampisteries i 1 empresa de construcció.
L'any 2000 a Orsonville hi havia 5 explotacions agrícoles que ocupaven un total de 835 hectàrees.

## Poblacions més properes
El següent diagrama mostra les poblacions més properes.